# Phanerotoma nigrotibialis
Phanerotoma nigrotibialis är en stekelart som beskrevs av Herbert Zettel 1989. Phanerotoma nigrotibialis ingår i släktet Phanerotoma och familjen bracksteklar. Inga underarter finns listade i Catalogue of Life.